# Consorti dei sovrani di Navarra
Questa è una lista di quegli uomini e donne che sono stati consorti reali del Regno di Navarra, poiché le leggi della Navarra non proibivano alle donne di ereditare la corona.

## Casa di Íñiguez (824-905)
| Immagine | Nome       | Padre                  | Nascita | Matrimonio | Divenne consorte | Cessò di essere consorte | Morte | Consorte       |  |
| -------- | ---------- | ---------------------- | ------- | ---------- | ---------------- | ------------------------ | ----- | -------------- |  |
|          | Urraca     |                        |         |            |                  | 852                      |       | García Íñiguez |  |
|          | Leodegunda | Ordoño I delle Asturie |         | 858        | 858              | 882                      |       | García Íñiguez |  |
|          | Auria      |                        |         |            | 880              |                          |       | Fortunato      |  |

## Casa di Jiménez (905-1234)
| Immagine | Nome                          | Padre                                                                            | Nascita | Matrimonio     | Divenne consorte | Cessò di essere consorte | Morte           | Consorte           |
| -------- | ----------------------------- | -------------------------------------------------------------------------------- | ------- | -------------- | ---------------- | ------------------------ | --------------- | ------------------ |
|          | Toda Aznarez                  | Aznar Sánchez                                                                    | 885     |                | 905              | 11 dicembre 925          | 970             | Sancho I           |
|          | Sancha Aznarez                | Aznar Sánchez                                                                    |         |                | 11 dicembre 925  |                          | 29 maggio 931   | Jimeno II          |
|          | Andregoto Galíndez            | Galindo III d'Aragona                                                            | 900     | 9 marzo 933    | 9 marzo 933      | 940                      | 972             | García I           |
|          | Teresa di León                | Ramiro II di León                                                                | 928     | 943            | 943              | 22 febbraio 970          |                 | García I           |
|          | Urraca Fernández di Castiglia | Fernán González di Castiglia                                                     | 920/935 | 962            | 22 febbraio 970  | 994                      | 1007            | Sancho II          |
|          | Jimena Fernández              | Fernando Bermúdez de Cea                                                         | 970     | 981            | 994              | 1000                     | 1035            | García Sánchez II  |
|          | Munia di Castiglia            | García Sánchez                                                                   | 990/5   | 27 giugno 1011 | 27 giugno 1011   | 18 ottobre 1035          | 13 luglio 1066  | Sancho III         |
|          | Stefania di Foix              | Bernardo Ruggero di Foix (secondo alcuni storici Raimondo Borrell di Barcellona) |         | 1038           | 1038             | 1 settembre 1054         | 1066            | Garcia Sanchez III |
|          | Placenza                      |                                                                                  |         | 1068           | 1068             | 4 giugno 1076            | 14 aprile 1088  | Sancho IV          |
|          | Felicita di Roucy             | Hilduin IV di Montdidier                                                         | 1060    | 1076           | 1076             | 4 giugno 1094            | 3 maggio 1123   | Sancho Ramírez     |
|          | Agnese d'Aquitania            | Guglielmo VIII di Aquitania                                                      | 1072    | 1086           | 4 giugno 1094    | 6 giugno 1097            | 6 giugno 1097   | Pietro I           |
|          | Berta di Savoia               | Pietro I di Savoia                                                               | 1075    | 16 agosto 1097 | 16 agosto 1097   | 28 settembre 1104        | 1111            | Pietro I           |
|          | Urraca di Castiglia           | Alfonso VI di León                                                               | 1079    | 1109           | 1109             | 1115                     | 8 marzo 1126    | Alfonso I          |
|          | Margherita de l'Aigle         | Gilberto de l'Aigle                                                              | 1104    | 1130           | 1134             | 25 maggio 1141           | 25 maggio 1141  | García IV          |
|          | Urraca Alfonso di Castiglia   | Alfonso VIII di Castiglia                                                        | 1132    | 24 giugno 1144 | 24 giugno 1144   | 21 novembre 1150         | 26 ottobre 1164 | García IV          |
|          | Sancha di León e Castiglia    | Alfonso VII di León                                                              | 1139    | 20 luglio 1153 | 20 luglio 1153   | 5 agosto 1177            | 5 agosto 1177   | Sancho VI          |
|          | Costanza di Tolosa            | Raimondo VI di Tolosa                                                            | 1180    | 1195           | 1195             | 1200                     | 12 maggio 1260  | Sancho VII         |

## Casa di Champagne (1234-1284)
| Immagine | Nome                            | Padre                      | Nascita      | Matrimonio        | Divenne consorte | Cessò di essere consorte | Morte          | Consorte    |
| -------- | ------------------------------- | -------------------------- | ------------ | ----------------- | ---------------- | ------------------------ | -------------- | ----------- |
|          | Margherita di Borbone-Dampierre | Arcimbaldo VIII di Borbone | 1217         | 22 settembre 1232 | 7 aprile 1234    | 8 luglio 1253            | 12 aprile 1256 | Teobaldo I  |
|          | Isabella di Francia             | Luigi IX di Francia        | 2 marzo 1241 | 6 aprile 1255     | 6 aprile 1255    | 4 dicembre 1270          | 17 aprile 1271 | Teobaldo II |
|          | Bianca d'Artois                 | Roberto I d'Artois         | 1248         | 1269              | 4 dicembre 1270  | 22 luglio 1274           | 2 maggio 1302  | Enrico I    |

## Casa Capetingi (1284-1349)
| Immagine | Nome                    | Padre                              | Nascita         | Matrimonio        | Divenne consorte  | Cessò di essere consorte | Morte           | Consorte   |
| -------- | ----------------------- | ---------------------------------- | --------------- | ----------------- | ----------------- | ------------------------ | --------------- | ---------- |
|          | Margherita di Borgogna  | Roberto II di Borgogna             | 1290            | 23 settembre 1305 | 23 settembre 1305 | 14 agosto 1315           | 14 agosto 1315  | Luigi I    |
|          | Clemenza d'Ungheria     | Carlo Martello d'Angiò             | 1293            | 19 agosto 1315    | 19 agosto 1315    | 5 giugno 1316            | 12 ottobre 1328 | Luigi I    |
|          | Giovanna II di Borgogna | Ottone IV di Borgogna              | 15 gennaio 1292 | 1307              | 20 novembre 1316  | 3 gennaio 1322           | 21 gennaio 1330 | Filippo II |
|          | Bianca di Borgogna      | Ottone IV di Borgogna              | 1296            | 20 maggio 1308    | 3 gennaio 1322    | 19 maggio 1322           | 29 aprile 1326  | Carlo I    |
|          | Maria del Lussemburgo   | Enrico VII del Sacro Romano Impero | 1304            | 21 settembre 1322 | 21 settembre 1322 | 26 marzo 1324            | 26 marzo 1324   | Carlo I    |
|          | Giovanna d'Évreux       | Luigi d'Évreux                     | 1310            | 5 luglio 1325     | 5 luglio 1325     | 1 febbraio 1328          | 4 marzo 1371    | Carlo I    |

## Casa d'Évreux (1328-1441)
| Immagine | Nome                   | Padre                  | Nascita        | Matrimonio       | Divenne consorte | Cessò di essere consorte | Morte            | Consorte  |
| -------- | ---------------------- | ---------------------- | -------------- | ---------------- | ---------------- | ------------------------ | ---------------- | --------- |
|          | Giovanna di Valois     | Giovanni II di Francia | 24 giugno 1343 | 12 febbraio 1352 | 12 febbraio 1352 | 3 novembre 1373          | 3 novembre 1373  | Carlo II  |
|          | Eleonora di Trastámara | Enrico II di Castiglia | 1362           | 27 maggio 1375   | 1 gennaio 1387   | 27 febbraio 1416         | 27 febbraio 1416 | Carlo III |

## Casa di Trastámara (1425-1479)
| Immagine | Nome              | Padre                        | Nascita       | Matrimonio        | Divenne consorte | Cessò di essere consorte | Morte            | Consorte    |
| -------- | ----------------- | ---------------------------- | ------------- | ----------------- | ---------------- | ------------------------ | ---------------- | ----------- |
|          | Agnese di Kleve   | Adolfo I di Kleve            | 24 marzo 1422 | 30 settembre 1439 | 1 aprile 1441    | 6 aprile 1448            | 6 aprile 1448    | Carlo IV    |
|          | Giovanna Enríquez | Federico Enríquez de Mendoza | 1425          | 1 aprile 1444     | 1 aprile 1444    | 13 febbraio 1468         | 13 febbraio 1468 | Giovanni II |

## Casa di Albret (1483-1572)
| Immagine | Nome                   | Padre           | Nascita        | Matrimonio      | Divenne consorte | Cessò di essere consorte | Morte            | Consorte  |
| -------- | ---------------------- | --------------- | -------------- | --------------- | ---------------- | ------------------------ | ---------------- | --------- |
|          | Margherita d'Angoulême | Carlo d'Orléans | 11 aprile 1492 | 24 gennaio 1527 | 24 gennaio 1527  | 21 dicembre 1549         | 21 dicembre 1549 | Enrico II |

## Casa di Borbone (1572-1620)
| Immagine | Nome                 | Padre                  | Nascita           | Matrimonio       | Divenne consorte | Cessò di essere consorte | Morte           | Consorte   |
| -------- | -------------------- | ---------------------- | ----------------- | ---------------- | ---------------- | ------------------------ | --------------- | ---------- |
|          | Margherita di Valois | Enrico II di Francia   | 14 maggio 1553    | 18 agosto 1572   | 18 agosto 1572   | 1599                     | 27 marzo 1615   | Enrico III |
|          | Maria de' Medici     | Francesco I de' Medici | 26 aprile 1575    | 5 ottobre 1600   | 5 ottobre 1600   | 14 maggio 1610           | 3 luglio 1642   | Enrico III |
|          | Anna d'Asburgo       | Filippo III di Spagna  | 22 settembre 1601 | 24 novembre 1615 | 24 novembre 1615 | 20 ottobre 1620          | 20 gennaio 1666 | Luigi II   |

Enrico III di Navarra divenne Enrico IV di Francia e da allora in poi la corona di Navarra passò ai re di Francia. Nel 1620, il Regno fu fuso in Francia, anche se i re francesi continuarono a usare il titolo di Re di Navarra fino al 1791, e fu restaurato dal 1814 al 1830 durante la Restaurazione. In Spagna (che è il vero paese in cui appartiene la maggior parte dei territori della Navarra storica), il monarca usa il titolo di Re di Navarra come parte del suo esteso titolo.